# 分成兩半的子爵
《分成兩半的子爵》（義大利語：Il visconte dimezzato）是意大利作家伊塔罗·卡尔维诺于1952年出版的小说。
《分成兩半的子爵》與《不存在的騎士》和《樹上的男爵》合組為小說集《我們的祖先》，是三部曲中的第一部。它們皆為當代中篇小說，具幽默的風格和寓言性，是卡爾維諾早期的主要作品。此後，他開始創作文學，為求把文學的藝術發展至更理想的境界。

## 小說內容
德拉壩的梅達多子爵於對抗土耳其軍隊的戰爭中被炮火打中，被轟至半空中。然而，他的右半身被發現和拾到醫院，得到最緊急的治療，終於存活下來，並乘船回家。
梅達多回家後就把自己反鎖在房間，不理會愛護他的奶媽瑟芭斯蒂雅娜的問好，更殺死父親的鳥兒，使他失落，去世。
接著，梅達多開始統治德拉壩。他濫用權力，逼善良的木匠制造可怕的絞台，吊死犯了輕罪的人民; 又設下不少陷阱及到處縱火，傷害他討厭的平民百姓。一次，他將奶媽瑟芭斯蒂雅娜臉上的傷痕稱為痲瘋，並趕她到痲瘋村。梅達多成了恐怖的象徵。
但一日，梅達多的心軟了，開始幫助有困難的人和動物，又四處勤別人多行善，更向痲瘋村的病人傳道，不禁令人互問: 梅達多浪子回頭了嗎?直到他們察覺，恐怖的梅達多仍舊存在，只是恐怖的梅達多是右半身，而善良的梅達多是左半身 – 他是由傳教士治癒，才遲了回到德拉壩。
後來善良的梅達多和恐怖的梅達多為了婚事 – 他們不肯一起擁有新娘Pamela(帕米娜) – 而決鬥，雙方切斷了對方的昔日的傷口，令彼此封住的血管再次開啟，鼓勵了從前見血就暈的英國醫師馬上把兩個半邊身連接起來。就是這樣，德拉壩的梅達多是一個完整的丈夫，一個不好也不壞的子爵。

## 評論

### 極端人性的探討
此小說探討的主要問題為人性的兩個極端。世界只有很少完全的好人(聖人)和完全的壞人，但作者仍然可以向我們表達出兩個極端的人性對社會作的影響: 恐怖的梅達多當然人見人怕，但善良的梅達多同樣令人討厭，儘管人們都十分了解他的一言一行與個性。
此書的胡格諾人多是正義的，深信他們一定要尊從上帝的旨意，但他們另一方面不肯為了行善而降低糧食的價格; 善良的梅達多因而勤告胡格諾人，但他們不理會，梅達多就向百姓指出胡格諾人的自私，令胡格諾人更是對梅達多恨之入骨。相信作者以胡格諾人的頑固去諷刺一些大型公司或機構為金錢而壟斷市場，令應該得益的貧戶不能得益。

### 半邊身的好處
作者認為我們之所以不能夠成為極邪惡或極善良的人是因為我們無法以非完整(wholeness)去理解世界。